# Station Grodzisk Mazowiecki Radońska
Station Grodzisk Mazowiecki Radońska is een spoorwegstation in de Poolse plaats Grodzisk Mazowiecki.